# Polski Związek Chórow i Orkiestr Oddział w Rzeszowie
Jeden z użytkowników Wikipedii oznaczył tę stronę jako kwalifikującą się do natychmiastowego skasowania.
W najbliższym czasie administratorzy Wikipedii zweryfikują to zgłoszenie.
Jeśli nie zgadzasz się z oceną wikipedysty, wypowiedz się na stronie dyskusji. Autorów prosimy o zapoznanie się z informacjami o najczęstszych powodach usuwania artykułów.
Uzasadnienie: przeniesione niedawno do brudnopisu hasło, które nadal zawiera mankamenty (brak źródeł, styl)
Administratorze! Pamiętaj, żeby przed skasowaniem artykułu sprawdzić linkujące, dyskusję i historię zmian (ostatnia zmiana wykonana przez Karol739).
Polski Związek Chórów i Orkiestr – Oddział Rzeszowski (PZChiO) – regionalna jednostka Polskiego Związku Chórów i Orkiestr, działająca na terenie Podkarpacia, której celem jest rozwój i promocja chóralistyki oraz muzyki orkiestrowej. Oddział pełni funkcję organizatora wydarzeń artystycznych, promuje współpracę międzynarodową oraz wspiera rozwój zespołów wokalnych i instrumentalnych poprzez koncerty, festiwale, warsztaty i działania edukacyjne.

## Rola w organizacji wydarzeń muzycznych
PZChiO Oddział Rzeszowski pełni kluczową rolę w organizacji projektów artystycznych, współpracując z lokalnymi chórami i orkiestrami. Do jego głównych działań należą:
- organizacja wydarzeń artystycznych, takich jak widowiska wokalno-instrumentalne, koncerty patriotyczne i festiwale;
- koordynacja prób, warsztatów i występów z zapewnieniem zaplecza technicznego;
- współpraca z dyrygentami, kompozytorami i specjalistami muzycznymi;
- pozyskiwanie partnerów i sponsorów projektów.

### Najważniejsze wydarzenia (2022–2025)
- Międzynarodowy Festiwal Kolęd i Pastorałek w Rzeszowie – organizowany od 2014 roku (12 edycji);
- Koncert "Credo" (marzec 2024);
- Gala Piosenki Polskiej (listopad 2024);
- Podkarpackie Koncerty Adwentowe (2022, 2023, 2024) – koncerty w Rzeszowie, Krośnie, Mielcu, Stalowej Woli i Przeworsku;
- Ogólnopolski Festiwal Chóralny Resovia Sings (2022, 2024);
- koncerty jubileuszowe i projekty objęte patronatami;
- warsztaty chóralne „ChóroTrele” (2022–2024), warsztaty dla kapelmistrzów oraz warsztaty międzynarodowe z chórami zagranicznymi (2023).

## Międzynarodowa działalność
Oddział Rzeszowski PZChiO aktywnie rozwija współpracę międzynarodową, organizując wspólne koncerty, festiwale i warsztaty z chórami i orkiestrami z Europy Środkowej. Uczestniczy w międzynarodowej wymianie repertuaru i doświadczeń artystycznych.

### Kierunki współpracy
- koncerty z udziałem zespołów z Słowacji, Węgier, Ukrainy, Austrii, Włoch i Niemiec;
- zapraszanie zagranicznych dyrygentów do prowadzenia warsztatów;
- prezentacja polskiej chóralistyki poza granicami kraju.

## Edukacja muzyczna i warsztaty
Oddział organizuje liczne warsztaty edukacyjne dla dyrygentów i chórzystów. Celem jest rozwój techniki wokalnej i emisji głosu, doskonalenie interpretacji oraz praca nad repertuarem chóralnym i instrumentalnym.

### Najważniejsze warsztaty
- ChóroTrele (edycje 2022, 2023, 2024) – warsztaty z emisji głosu i pracy nad chóralnym brzmieniem;
- Warsztaty kapelmistrzowskie – dla dyrygentów orkiestr dętych;
- warsztaty międzynarodowe z udziałem zagranicznych zespołów (2023).

## Znaczenie regionalne
Dzięki działalności PZChiO Oddział Rzeszowski:
- wzrasta zainteresowanie chóralistyką wśród młodzieży i dorosłych;
- Rzeszów umacnia swoją pozycję jako centrum muzyki chóralnej w Polsce;
- zespoły akademickie i amatorskie mają możliwość rozwoju poprzez udział w profesjonalnych projektach;
- muzyka chóralna staje się bardziej dostępna dla szerokiej publiczności.

## Podsumowanie
Polski Związek Chórów i Orkiestr – Oddział Rzeszowski:
- inicjuje, koordynuje i promuje wydarzenia muzyczne w regionie;
- aktywnie uczestniczy w międzynarodowej wymianie kulturalnej;
- organizuje warsztaty i szkolenia dla muzyków;
- odgrywa istotną rolę w popularyzacji muzyki chóralnej i orkiestrowej w Polsce i za granicą.